# Glückliche Reise – Grönland
Glückliche Reise – Grönland ist ein deutscher Fernsehfilm von Karin Hercher. Die Produktion des 21. Teils der Fernsehreihe Glückliche Reise erfolgte im Juni 1993 in den grönländischen Städten Kangerlussuaq und Ilulissat und auf der Insel Uummannaq. Der Film hatte seine Premiere am 4. November 1993 auf ProSieben.

## Besetzung
Die Flugzeugbesatzung besteht aus Kapitän Viktor Nemetz (Juraj Kukura), seinem Co-Piloten Rolf Erhardt (Volker Brandt) sowie den Stewardessen Sabine Möhl (Alexa Wiegandt), Monika Glaser (Rebecca Winter) und Eva Fabian (Sandra Krolik). Die Reiseleiter Sylvia Baretti und Andreas von Romberg werden von Conny Glogger und Thomas Fritsch gegeben. Als Gastdarsteller sind Christiane Carstens, Ralf Richter, Barbara Rudnik, Gerd Böckmann, Krystian Martinek und Neithardt Riedel zu sehen.

## Handlung
Elke Nemetz ist anlässlich eines Hochzeitstages nach Grönland gereist und möchte ihren Mann dort überraschen. Allerdings trifft sie ihn im Hotel nicht an, denn Viktor hat sich mit der Touristin Bea Feldmann zu einem Notar begeben. Bea hat auf Grönland ein wertvolles Grundstück geerbt, der Notar jedoch versucht mit falschen Angaben günstig in dessen Besitz zu gelangen. Viktor und Rolf können schließlich die Machenschaften des Notars aufdecken.
Sabine, Sylvia und Andreas unternehmen mit dem Touristen Elmar einen Bootsausflug, um Robben zu beobachten. Elmar ist ein erklärter Robbenschützer und als er beobachtet, wie der Bootsführer Anstalten macht, eine Robbe zu erlegen, rastet er aus und erhält beim anschließenden Handgemenge einen Schuss ins Bein.
Die beiden vergnügungssüchtigen Freunde Jürgen und Volker sind nach Grönland gekommen, um mal einen ganz anderen Urlaub zu erleben. Sie hoffen auf den alten Eskimo-Brauch, nach dem ein verheirateter Mann seinen Gästen die eigene Frau zur Verfügung stellt. Tatsächlich aber verbringen sie die Zeit ausschließlich an der Hotelbar.